# FCM F1超重型坦克
FCM F1是一种法国地中海冶金造船厂于一战到二战之间研发的超重型坦克。在1940年，军方曾经订购了12辆用于取代2C超重型坦克，但是在生产开始前，法德就停战了。因此，仅有一辆木制模型制造出来。FCM F1又长又宽，拥有两个炮塔，一个炮塔位于前方，另一个位于后方。两门炮塔上各安装了一门高初速度的火炮。后面的炮塔要高一些，使得它向前射击时可以不被前炮塔阻挡。这种车辆被划分为了重型装甲。它的尺寸和防护等级于1940年被确定，重量大约140吨，因此，尽管有两门引擎，它的速度仍然十分缓慢。这种坦克设计的初衷是用于突破纳粹德国的防线，而不是用于对付敌军的坦克。由于同期存在的其他类似的方案与其设计目的有重叠之处，因此这种坦克的研发过程十分曲折，它的设计参数也经常更改。每一种设计指标都有几个公司各自提出一种或多种方案。

## 重型坦克
在1920年代，法国曾经按照重量来给坦克划分级别。而其中重量最大的一级就是“重型坦克”（法語：Char Lourd）。不过在1921年到1930年间，这一级别没有任何新的坦克出现，而完全由之前研发的2C超重型坦克来扮演“重型坦克”的角色。在1926年到1928年，有一些以“Char d'Arrêt”为首的55吨坦克计划。不过，之后FCM公司的研究表明，坦克重量可以达到100吨。于是，1929年2月，一个新的略小于的65吨坦克计划于1929年2月开始，但是在1929年5月17日因为预算的原因而停止。
在1936年5月4日，一个由克劳德·朱利安玛丽·索斯特内斯·迪菲耶敘克领导的名为“Conseil”武器委员会决定研发一种新的重型坦克，并且在1936年11月12日公布了规格参数：最大重量为45公吨；能够有效防御200m外发射的75mm穿甲弹，拥有39千米/时的速度，能够行走200km，在底盘上安装75mm火炮，在炮塔上安装47mm火炮。因此，这种设计就像是一个加大版的B1重型坦克，而这种坦克的几种研发工程正在进行中。
1937年，三家公司，AMX,ARL,FCM，提交了各自的原型车：ARL公司甚至一次提交了3种原型车。而所有这些原型车都比最开始规定的45吨要重。而之后的实际生产可能还会让重量进一步增加。作为回应，“Conseil”武器委员会在1937年3月26日最终决定制造一种类似于英国的玛蒂尔达I的小型而且造价低廉的但是拥有厚重装甲（60mm）的坦克。这种指标下的第一种设计方案安装了一门37mm火炮。不过，在被要求安装更好的武器之后，通过SAET（法語：Section de l'Armement et des Études Techniques）在1937年4月5日的研究表明，这种坦克的重辆仍然会有20吨。但是另一种同等重量的坦克（G1坦克）已经开始研发了。作为结果，设计指标再一次变化：拥有安装75mm火炮炮塔的超重型坦克，并且没有重量限制。在所有的设计方案中，FCM 公司的60吨原型车最符合新的参数指标。因此，法国最高统帅部于1938年4月6日决定准许FCM公司研发Char F1坦克。然而，它不过是重型坦克设计的一个过渡方案罢了。早在同年的2月，一个由法国的主管坦克方面的总检察长朱利安·弗朗索·瓦勒·马丁领导的特别委员会就被建立了。这个委员会将会研究应对当时正在德国西部新建的齐格菲防线的策略。

## 攻坚坦克
最高统帅部的命令使得“重型坦克”再度复活。但是，“重型坦克”的概念和这种用来摧毁现代化的防御工事的攻坚坦克（法语:Char d'Attaque des Fortifications）坦克有一些不同这种新式车辆应该有一门威力强大的拥有高初速度的火炮，同时，它还能有效防御敌人的反坦克炮。速度被认为是第二重要，并且可能在10千米/时左右。但是，跨越沟壑和涉水能力同样十分重要。如果按照这样的标准造出来的坦克过于笨重，那么它还应该能被拆开便于运输。在1938年5月4日，制造部装备司建议把这种坦克叫做“Char H”，以便于和“Char F”做区分。但是这个建议被拒绝，因为这个名字很容易与哈奇开斯H35坦克混淆。
法国最高统帅部于1938年4月批准了该委员会的计划并着手建立第二个委员会，他们的工作是解决一些细节上的问题。这个新的委员会同样负责考虑45吨的重量是否足够。在该委员会于1938年5月9日召开的第一次会议上，他们就提出为了满足战术上的要求，必须要安装一门75mm火炮在炮塔上，并且拥有120mm的装甲，而45吨的重量可能不能制造出这样的坦克。另一方面，一种爬升能力和机动能力和老式的2C超重型坦克差不多的将会是一个重达150-200吨的庞然大物，这样的庞然大物即使能够拆开，也很难运输。因此，委员会决定进一步研究重量为65吨，空壳重量为45吨的车辆是否可能被制造出来。不过，现有的有轨车可以运载100吨的东西，
在该委员会的第二次会议上，一些令人不安的事实被提出。大多数桥梁最多只能允许35吨的车辆通过。因此，这种坦克只能通过特殊的浮桥来过河。同时，德国用来防御坦克的壕沟宽度大约是7米，因此这种车辆需要很长。同时，委员会还指出120mm的装甲不足以防御德军的威力强劲的8.8cm火炮。委员会还因为越过沟壑能力不足的理由拒绝了“char minimum”，以及另外一款由工程师布瓦尔奥尔特提出的120吨的铰链式坦克的方案。最终，委员会保留了两条意见：“char minimum”坦克重量应该为89吨，并且能被拆分为两部分。而“Char squelette”重量应该为110吨，并且拥有跨越8米宽的沟壑的能力。后者的设计方案主要是参照了美军一战时的骨架坦克提出的。不过，它要求履带的主体部分可以在需要的时候进行移动，以便于调节其重心。
在1938年9月，最高统帅部要求立即由法国坦克制造业同时开始两种未来坦克的研究。ARL公司被命令进行“char maximum”的研究。第一种方案于1939年5月被ARL公司提出。它是一种重达120吨的坦克，可以被拆分成两部分，并且能安装火炮或者火焰喷射器。
委员会认为，单炮塔坦克可以被考虑，但是在坦克后部应该再安装一个炮塔用来对付步兵的突击。他们还认为，这个工程和Char F1十分相似，因此，这两个工程应该合并。

## 第二次世界大战

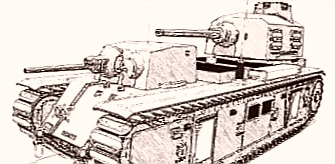
坦克的图纸。

### 1939 9月的方案
当二战于1939年9月爆发后尽管法国最高统帅部对超重型坦克没有太大信心，并且通过打破拒绝加入同盟国的低地国家的中立性的方式来包围德国的齐格菲防线。但是为了制造计划用于1941进攻德国时使用的重型坦克，一些应急的措施开始被采取。而之前的“骨架坦克”方案因为太不现实，因此被抛弃。尽管十分紧急，但是因为缺乏真正的突破，所有的努力没法集中到一个方向上，因此也没法确定能不能及时造出原型车。因此FCM，ARL，AMX三家公司在同年10月决定各制造两辆。这些原型车被认为应该能够通过铁路运输，而之前的“F1”却做不到。并且，可安装火焰喷射器的设计被认为应该被取消。
在1940年2月，SEAM准备了一个由波兰的工程师普林斯·安德烈·波尼亚托夫斯基设计的坦克方案。它是一个真正的庞然大物，重达220吨，由两门925匹希斯潘诺引擎驱动，并且使用燃气和电气传动装置。这个工程的亮点是底盘有5米宽，并且长达12米。而这种长宽比非常出色，可以让转向更快。运输时，这种车辆可以被拆成两块。不过，不出所料，这种方案在1940年4月20日被国防部拒绝。
在1940年3月4日，一个新的调查重型坦克的设计情况的委员会了解到一种在旋转炮塔上安装90mm和105mm火炮的方案已经被设计出来。因此，AMX公司的设计因为远远落后于计划而被抛弃（它的“C拖拉机”方案要到7月才能完成）。这一建议被呈交给一个新的坦克研究委员会。
1940年4月11日，ARL公司提交了木制模型，而FCM在次日提交。FCM的方案被认为好得多，从它的每一个细节都可以看到新颖的设计。FCM的坦克和预先制定的指标不同，前面的炮塔要小一些，后面的炮塔要高一些，并且能安装90mm火炮而不是原先制定的75mm火炮。前装甲被设计成倾斜装甲。重达140吨，可以拥有24千米/时的速度，由两门雷诺的550发动机驱动；使用电气传动。最终，委员会决定抛弃ARL公司的设计，并且下了12辆FCM公司生产的F1坦克的订单，规定从1941年5月开始，每月生产3-4辆这样的坦克。这种坦克被希望在1941年夏天被制造出来。尽管在该工程国内面临强烈反对，能在1941年造出一批坦克的仍被认为十分重要。反对者认为这是对稀缺资源的浪费，不如制造更多的B1重型坦克。委员会同时还要求FCM公司把坦克的装甲提高到120mm，尽管这样会让重量提高到140吨，并且让最大速度下降到20千米/时。尽管对委员会来说，这已经背离了之前关于Char de Forteresse的一些决定。

### “要塞坦克”
在1940年2月28日，一个新的旨在制定关于未来法国坦克的制造政策的坦克研究委员会（法语:Commission d'Études des Chars）被建立。.。该委员会计划按重量把坦克为划分三个等级。而最重的一种叫做“要塞坦克”（法语：Char de Forteresse)。这种类型的坦克曾有一种叫做“超级B坦克”（法语：Super Char B）的计划。这种坦克计划在底盘上安装135mm或155mm榴弹炮并且在旋转炮塔上安装75mm或90mm火炮。它的装甲应该在100-120mm左右。它的重量被设想为80-100吨，由一门1000匹的引擎驱动。 .不过在5月14日，这种计划因为没有合适的135mm或155mm榴弹炮，这种计划被抛弃。

## 结局
在法国投降之后，所有的正式的重型坦克设计都被叫停。不过，战后不久ARL 44坦克与F1坦克显示出了相当多的相似之处。在1944年，同盟国设计出了一些与FCM F1坦克相似的，用于突破齐格菲防线的重型坦克。其中，英国设计了A39，而美国设计出了T28超重型坦克。而他们为了减轻重量和增加防护，都抛弃了多炮塔设计，采用无迴轉炮塔设计。不过，和FCM F1一样，这些坦克都没有量产。

## 脚注
1. ↑  Touzin (1979), p. 180
2. ↑  Jeudy (1997), p. 138
3. ↑  Touzin (1979), p. 181
4. ↑  Touzin (1979), p. 182
5. ↑  Touzin (1979), p. 183
6. ↑  Jeudy (1997), p. 139
7. ↑  Touzin (1979), p. 185
8. ↑  Touzin (1979), p. 186
9. ↑  Touzin (1979), p. 189
10. ↑  Touzin (1979), p. 188